# Petra Rossner
Petra Rossner (Leipzig, 14 de noviembre de 1966) es una deportista alemana que compitió en ciclismo en las modalidades de ruta y pista, especialista en la prueba de persecución individual.
Participó en tres Juegos Olímpicos de Verano, entre los años 1988 y 2000, obteniendo una medalla de oro en Barcelona 1992, en la prueba de persecución individual. Ganó dos medallas en el Campeonato Mundial de Ciclismo en Pista, oro en 1991 y plata en 1989.
En carretera obtuvo nueve victorias de etapa del Giro de Italia Femenino, siete etapas del Tour de l'Aude Femenino y nueve etapas del Tour de Francia Femenino.
Se retiró de la competición al final de la temporada 2004. Posteriormente, fue directora deportiva del equipo femenino T-Mobile.
Es públicamente lesbiana y mantiene una relación con la exciclista Judith Arndt. Ha apoyado la causa homosexual, colaborando y siendo imagen de los Gay Games realizados en Colonia en 2010.

## Medallero internacional
| Representando a la RDA   |                      |                  |                        |
| Campeonato Mundial       |                      |                  |                        |
| Año                      | Lugar                | Medalla          | Competición            |
| 1989                     | Lyon (Francia)       | Medalla de plata | Persecución individual |
| Representando a Alemania |                      |                  |                        |
| Juegos Olímpicos         |                      |                  |                        |
| Año                      | Lugar                | Medalla          | Competición            |
| 1992                     | Barcelona (España)   | Medalla de oro   | Persecución individual |
| Campeonato Mundial       |                      |                  |                        |
| Año                      | Lugar                | Medalla          | Competición            |
| 1991                     | Stuttgart (Alemania) | Medalla de oro   | Persecución individual |

## Palmarés
1988 (como amateur)
- 3.ª en el Giro de Italia Femenino

1989 (como amateur)
- 2 etapas del Tour de l'Aude Femenino
- 2.ª en el Campeonato Mundial Persecución

1990 (como amateur)
- 1 etapa del Tour de l'Aude Femenino
- 3.ª en el Campeonato de Alemania en Ruta
- 1 etapa del Giro de Italia Femenino

1991 (como amateur)
- Campeonato Mundial Persecución

1992 (como amateur)
- Campeonato Olímpico Persecución

1995 (como amateur)
- 1 etapa del Tour Cycliste Féminin
- 3.ª en el Campeonato de Alemania Contrarreloj
- 6 etapas del Giro de Italia Femenino

1996 (como amateur)
- 1 etapa del Tour de l'Aude Femenino
- 2.ª en el Campeonato de Alemania Puntuación
- 3.ª en el Campeonato de Alemania en Ruta
- Core States Liberty Classic

1998 (como amateur)
- 2 etapas de la Grande Boucle
- 1 etapa de la Women's Challenge
- Core States Liberty Classic

1999 (como amateur)
- 3 etapas de la Holland Ladies Tour
- Ladies Tour Beneden Maas
- 2 etapas del Tour de l'Aude Femenino
- 2 etapas de la Grande Boucle
- 2.ª en el Campeonato de Alemania en Ruta
- 2.ª en el Campeonato de Alemania Contrarreloj
- 2 etapas del Giro de Italia Femenino
- 1 etapa de la Women's Challenge
- First Union Liberty Classic

2000
- 1 etapa de la Grande Boucle
- 1 etapa de la Women's Challenge
- First Union Liberty Classic

2001
- Holland Ladies Tour, más 3 etapas
- 2 etapas del Tour de l'Aude Femenino
- Campeonato de Alemania en Ruta
- Campeonato de Alemania Puntuación
- Campeonato de Alemania Persecución
- 1 etapa de la Women's Challenge
- First Union Liberty Classic

2002
- 2 etapas de la Women's Challenge
- Canberra Women's Classic
- 1 etapa del Tour de l'Aude Femenino
- 1 etapa de la Grande Boucle
- First Union Liberty Classic
- Rotterdam Tour
- Copa del Mundo

2003
- 1 etapa del Tour de l'Aude Femenino
- 2 etapas de la Grande Boucle

2004
- 1 etapa del Geelong Tour
- 1 etapa de la Gracia-Orlová
- 1 etapa del Le Tour du Grand Montréal
- Campeonato de Alemania en Ruta
- 1 etapa del Tour de Feminin-Krásná Lípa
- 2 etapas del Tour de Turingia femenino
- Wachovia Liberty Classic
- Rotterdam Tour
- 1 etapa de la Vuelta a Nuremberg
- 2.ª en la Copa del Mundo

## Equipos
- Saturn (2000-2002)
  - Saturn Cycling Team (2000)
  - Saturn Cycling Team (2001-2002)
- Equipe Nürnberger Versicherung (2003-2004)